# 속리초등학교
속리초등학교는 대한민국 충청북도 보은군 장안면 장안리에 있는 공립 초등학교이다.

## 학교 연혁
- 1930년 4월 18일 속리공립보통학교(4년제) 개교
- 1938년 4월 1일 속리공립심상소학교(6년제)로 개칭
- 1941년 4월 1일 속리공립국민학교로 개칭
- 1950년 6월 1일 속리국민학교 개명
- 1971년 9월 1일 장재분교장 인가
- 1981년 3월 1일 병설유치원 인가
- 1996년 3월 1일 속리초등학교로 개칭

## 참고 자료
- 속리초등학교 - 한국교육학술정보원 학교알리미